# 金魚胡同駅
金魚胡同駅（きんぎょこどうえき）は、中華人民共和国北京市東城区に位置する、北京地下鉄8号線の駅である。

## 歴史
- 2021年12月31日 - 開業。

## 駅構造

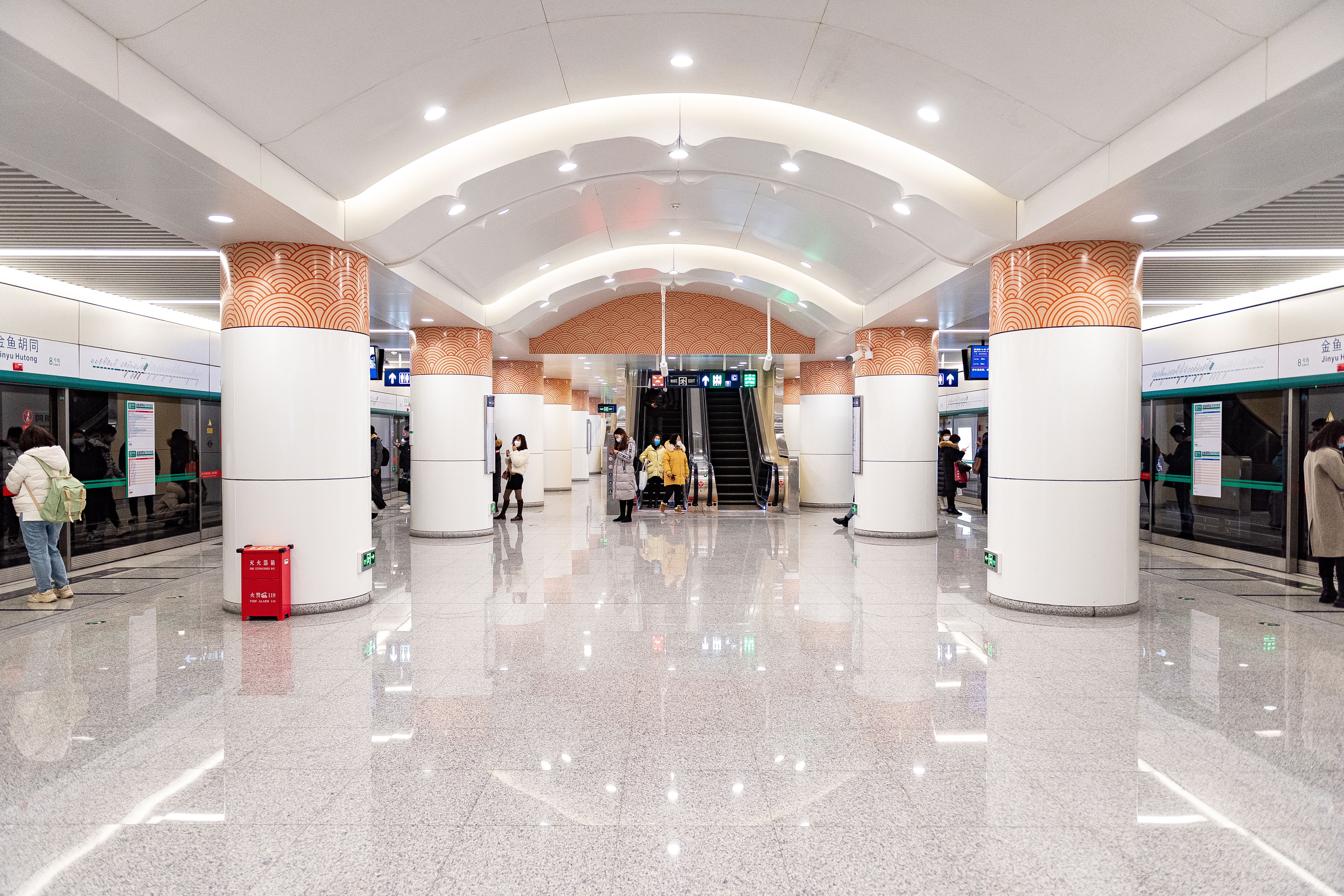
ホーム

東安門大街、金魚胡同と王府井大街の道路が交わる交差点の下に位置する地下駅。
プラットホームは島式ホーム1面2線である。

### のりば
案内上ののりば番号は設定されていない。
| 北方面 | 8号線 | 北土城・霍営・朱辛荘方面 |
| 南方面 | 8号線 | 王府井・珠市口・瀛海方面 |

## 駅周辺
- 東安市場
- 北京市百貨大楼
- 中国児童芸術劇院
- 王府井天主堂
- 北京外文書店

## 隣の駅
北京地下鉄
 8号線
中国美術館駅 - 金魚胡同駅 - 王府井駅